# 無聲 (2020年台灣電影)
《無聲》（英語：The Silent Forest）是2020年臺灣劇情片，取材自台南特殊學校集團性侵事件，由於蓓華、瞿友寧監製，柯貞年執導，劉子銓、陳姸霏、金玄彬、劉冠廷、楊貴媚、太保所主演。

## 劇情大綱
聽障學生張誠因為毆打老人而被送入警局，他表示那名老人竊取自己的錢包，但警方聲稱老人是撿到錢包並試圖送到售票台。紅林啟聰學校教師王大軍居中翻譯，把事情圓了過去，並表示出對聽障的信賴。
王老師把張誠帶到學校。在晚會上，張誠對姚貝貝很感興趣，當晚，張誠起床尋找Wi-Fi訊號，並循著廁所閃爍的燈光找到貝貝。貝貝帶他闖進校內游泳池，張誠問起廁所的燈，貝貝表示那裏有人在玩，之後便下水練習游泳。
次日，張誠搭校車時發現貝貝沒在座位上，並見到車內後方被懸掛的外套隔開，他在後方發現一群男生按住貝貝並強姦她，這群男生的領袖小光示意他別張揚。張誠驚恐地逃跑了。隨車的生活輔導員對此事知情，但他也保持沉默。當晚，張誠的母親問他是否喜歡新學校，張誠只是點了點頭。
在學校，張誠見到貝貝和強姦她的男生們一起踢球。當晚，張誠被男生架著帶到廁所，小光要張誠一起玩。此時警報響起，男生們落荒而逃，獨留原地的張誠在泳池畔找到貝貝，問她為何要和那群男生踢球。貝貝表示雖然自己不喜歡被強姦，但認為他們平常都是好人，並表示他們只是在玩。
次日，張誠向王老師揭發此事，貝貝起初不願出賣他們，但後來終於告訴他真相。她表示自己被欺負時也曾經大聲要求他們停下，但他們並未理睬。貝貝的回憶表明，她最初只是在車上和男生打鬧嬉戲，但男生的動作逐漸粗魯並演變成強姦，貝貝試圖推開他們、也有其他女學生想幫忙，但被敵不過男生，而隨車老師也沒有協助。事後貝貝寫下經過並報告竇老師，但竇老師認為那些男生都是乖孩子，讓貝貝非常失落。
王老師將此事報告校長，校長認為應先深入調查，並勸王老師保持沉默，但王老師表示自己不會不管。接著幾天，校長和王老師晤談了所有學生，發現許多學生都是強姦或性霸凌的受害者，個案數量高達127件，而這一切矛頭都指向小光。小光在接受晤談時，表示自己只是在玩。之後而小光為了報復，和同夥圍毆張誠一頓。而貝貝則被她祖父留在家裡。
張誠約貝貝看電影，但因院方劃位失誤，他們被別的觀眾要求讓位，貝貝不想爭論，便主動離席。貝貝告訴王老師自己想回學校，並表示自己無法在外面的世界活下去。王老師勸貝貝的爺爺讓她回學校，而張誠也試圖用手機訊息和他溝通。貝貝的爺爺本來不為所動，但後來見到張誠被人撞倒後大聲斥責，起了同情心，才和他溝通。張誠表示會保護貝貝，貝貝的爺爺便同意讓貝貝回校。
在學生餐廳，小光看了手機訊息後很不高興，便在貝貝被王老師載回家後，唆使同夥架住張誠，逼他對寶弟口交，並表示如果張誠照辦，他們就不會再欺負貝貝。張誠照辦了，而這段過程被拍了下來。
在學校畢業典禮上，小光看似因為手機訊息的影響而跑到外面，情緒十分激動。張誠帶便當去給貝貝，但沒在約好的地方見到她。貝貝跌坐在廁所，她被小光強姦了，但她仍想留在學校，便勸王老師不要通知爺爺，並表示自己會更小心。王老師氣餒地走開了。張誠找到小光並揍他一頓。
小光因為割腕而送醫，他的母親認為是課業壓力造成，並表示校內的事和他無關。王老師不斷追問小光的想法，但小光仍然表示自己在玩。張誠的母親看到張誠的口交影片，她逼張誠轉學，並不斷責備他。窗外的貝貝瞧見影片，並從寶弟那裏得知張誠和小光的交換條件。之後貝貝發現自己懷孕四周，找婦產科密醫動流產手術，張誠在阻止她的過程中發生車禍，貝貝也因感染而暫時昏迷。
小光仍在住院，退休的翁老師來探望他。大發雷霆的張誠拿著槌子到小光的病房，卻發現小光又在割腕。次日，兩個男學生給張誠看一段影片，影片顯示翁老師從小光很小的時候便對他強姦，至少長達四年。張誠把影片給王老師看，而校長早已知情，並表示王老師太過單純、不懂得經營學校。王老師和小光談起此事，小光表示自己想恨翁老師，但卻辦不到，因為當翁老師來探望自己時，自己竟然還對他示好。小光認為自己不配活著。
小光的案子見報後，校長遭到撤換。學生們搭上校車，看起來輕鬆自在，但車尾的寶弟瞪著相互打鬧的同學們，或許，他就是下一個小光。

## 演員
- 劉子銓 飾演 張誠
- 陳姸霏 飾演 姚貝貝
- 劉冠廷 飾演 王大軍
- 金玄彬 飾演 小光
- 楊貴媚 飾演 校長
- 太保 飾演 貝貝爺爺
- 鮑正芳 飾 貝貝奶奶
- 張本渝 飾演 張誠媽
- 陳雪甄 飾演 班導師
- 王琄 飾演 輔導老師
- 范睿修 飾演 寶弟
- 王士豪 飾演 大餓
- 潘親御 飾演 育祥
- 廖鈞緯 飾演 瑋華
- 鄭維奕 飾演 小歪
- 汪建民 飾演 翁老師
- 黃尚禾 飾演 警察（客串）
- 曾珮瑜 飾演 小光媽媽（客串）

## 票房
| 上一届： 《刻在你心底的名字》 | 2020年台北週末票房冠軍 第43週 | 下一届： 《鬼滅之刃劇場版 無限列車篇》 |

## 獲獎與提名
| 類別                 | 頒獎日期       | 獎項                 | 入圍者／作品   | 結果 | 參考  |
| -------------------- | -------------- | -------------------- | -------------- | ---- | ----- |
| 第57屆金馬獎         | 2020年11月21日 | 最佳新導演           | 柯貞年         | 提名 | [ 2 ] |
| 第57屆金馬獎         | 2020年11月21日 | 最佳男配角           | 金玄彬         | 提名 | [ 2 ] |
| 第57屆金馬獎         | 2020年11月21日 | 最佳新演員           | 陳姸霏         | 獲獎 | [ 2 ] |
| 第57屆金馬獎         | 2020年11月21日 | 最佳原著劇本         | 柯貞年、林品君 | 提名 | [ 2 ] |
| 第57屆金馬獎         | 2020年11月21日 | 最佳美術設計         | 李天爵、劉怡如 | 提名 | [ 2 ] |
| 第57屆金馬獎         | 2020年11月21日 | 最佳原創電影音樂     | 盧律銘         | 提名 | [ 2 ] |
| 第57屆金馬獎         | 2020年11月21日 | 最佳剪輯             | 蘇珮儀、陳俊宏 | 提名 | [ 2 ] |
| 第57屆金馬獎         | 2020年11月21日 | 最佳音效             | 郭禮杞、李東煥 | 獲獎 | [ 2 ] |
| 印度國際影展         | 2021年3月24日  | 銀孔雀獎－最佳男演員 | 劉子銓         | 獲獎 | [ 3 ] |
| 印度國際影展         | 2021年3月24日  | 銀孔雀獎－最佳導演   | 柯貞年         | 獲獎 | [ 3 ] |
| 台灣影評人協會       | 2021年3月26日  | 最佳導演             | 柯貞年         | 提名 | [ 4 ] |
| 台灣影評人協會       | 2021年3月26日  | 最佳女演員           | 陳姸霏         | 提名 | [ 4 ] |
| 台灣影評人協會       | 2021年3月26日  | 特別表揚－音效       | 郭禮杞、李東煥 | 提名 | [ 4 ] |
| 青年電影手冊年度盛典 | 2021年3月28日  | 年度華語十佳影片     | 《無聲》       | 獲獎 |       |
| 青年電影手冊年度盛典 | 2021年3月28日  | 年度導演             | 柯貞年         | 提名 |       |
| 青年電影手冊年度盛典 | 2021年3月28日  | 年度編劇             | 柯貞年、林品君 | 提名 |       |
| 青年電影手冊年度盛典 | 2021年3月28日  | 年度男演員           | 劉子銓         | 提名 |       |
| 青年電影手冊年度盛典 | 2021年3月28日  | 年度女演員           | 陳姸霏         | 提名 |       |
| 青年電影手冊年度盛典 | 2021年3月28日  | 年度男配角           | 金玄彬         | 提名 |       |
| 青年電影手冊年度盛典 | 2021年3月28日  | 年度新演員           | 陳姸霏         | 獲獎 |       |
| 亞洲電影大獎         | 2021年10月8日  | 最佳男配角           | 金玄彬         | 獲獎 | [ 5 ] |
| 亞洲電影大獎         | 2021年10月8日  | 最佳新演員           | 陳姸霏         | 提名 | [ 5 ] |
| 臺北電影獎           | 2021年10月9日  | 觀眾票選獎           | 《無聲》       | 獲獎 | [ 6 ] |
| 臺北電影獎           | 2021年10月9日  | 最佳劇情長片         | 《無聲》       | 提名 | [ 6 ] |
| 臺北電影獎           | 2021年10月9日  | 最佳導演             | 柯貞年         | 提名 | [ 6 ] |
| 臺北電影獎           | 2021年10月9日  | 最佳男配角           | 金玄彬         | 提名 | [ 6 ] |
| 臺北電影獎           | 2021年10月9日  | 最佳新演員           | 陳姸霏         | 獲獎 | [ 6 ] |
| 臺北電影獎           | 2021年10月9日  | 最佳新演員           | 劉子銓         | 提名 | [ 6 ] |
| 臺北電影獎           | 2021年10月9日  | 最佳配樂             | 盧律銘         | 獲獎 | [ 6 ] |
| 臺北電影獎           | 2021年10月9日  | 最佳聲音設計         | 郭禮杞、李東煥 | 獲獎 | [ 6 ] |
| 臺北電影獎           | 2021年10月9日  | 最佳剪輯             | 蘇珮儀、陳俊宏 | 提名 | [ 6 ] |

## 外部連結
- 無聲的Facebook專頁
- 豆瓣电影上《無聲》的資料 （简体中文）
- 開眼電影網上《無聲》的資料（繁體中文）
- Yahoo奇摩電影上《無聲》的資料（繁體中文）
- 互联网电影数据库（IMDb）上《無聲》的资料（英文）
- 台灣電影網上《無聲》的資料（繁體中文）